# Hafen Cagliari
Der Hafen Cagliari (italienisch Porto di Cagliari) ist ein italienischer Seehafen im Süden von Sardinien. Der Hafen besteht aus drei separaten Teilen, die sich am Golf von Cagliari befinden: der alte Hafen unmittelbar vor der Altstadt von Cagliari, das Containerterminal am neuen Porto Canale im Bereich der Lagune von Santa Gilla und das weiter südwestlich gelegene Tankerterminal bei Sarroch. Letzteres wird manchmal als eigenständiger Hafen betrachtet, ansonsten meist unter der Bezeichnung „Cagliari-Sarroch“ dem Hafen Cagliari zugeordnet, in dessen Statistiken es dann eingebunden ist. Mit einem Güterumschlag von 40 Millionen Tonnen (2016) gehört der Hafen (einschließlich Sarroch) zu den bedeutendsten Italiens.

## Infrastruktur
Entlang des alten Hafens verläuft die Via Roma, über die alle Ausfallstraßen der Stadt einfach zu erreichen sind. Beim alten Hafen befindet sich auch der Hauptbahnhof und unmittelbar westlich davon der Güterbahnhof. Am Haltepunkt des sieben Kilometer entfernten Flughafens Cagliari-Elmas halten fast alle Personenzüge, die nach und ab Cagliari verkehren. Die Linie 1 der Stadtbahn Cagliari soll bis zum Hafen verlängert werden. Die bedeutendsten Verkehrswege ins Umland sind die nach Norden verlaufende Bahnstrecke Cagliari–Golfo Aranci und die davon bei Decimomannu abzweigende Bahnstrecke nach Iglesias im Südwesten Sardiniens, sowie die zum Teil autobahnähnlichen Staatsstraßen 131 nach Norden, 125 zur Ostküste, 130 nach Westen und, hinsichtlich des Container- und des Tankerterminals, die SS 195 nach Südwesten.

### Alter Hafen
Es ist nicht möglich, den alten Hafen eindeutig in funktionale Bereiche zu untergliedern. Allgemein kann von einem Passagier- und Handelshafen im Westen und von einem Yachthafen im Osten gesprochen werden, wobei zwischen diesen beiden Bereichen ein kleiner militärischer Teil liegt. Der westliche Bereich wird jedoch auch als Marina und Fischereihafen genutzt, eine ursprünglich nur militärisch genutzte Pier dient mittlerweile vorwiegend zivilen Zwecken, während die Innenseiten der Hafenmolen als Piers eine Art Mehrzweck-Reserve bilden.
Die Uferlänge aller Kaianlagen beträgt im alten Hafen knapp sechs Kilometer. Ganz im Westen liegen die beiden Piers Rinascita und Sabaudo. Weil das Hafenbecken dort bis zu 12 Meter tief ist, werden diese beiden Piers heute vorwiegend von großen Kreuzfahrtschiffen und Fähren genutzt. Auf der Rinascita-Pier befindet sich seit 2016 ein kleines Kreuzfahrtterminal, die Sabaudo-Pier dient meist dem Fährverkehr. Im Uhrzeigersinn folgt die Sanità-Pier mit der Stazione Marittima, einer Anlage zur Passagierabfertigung, und dann die Dogana-Pier mit dem alten Hafenbecken Darsena. Dieser älteste Bereich des alten Hafens soll künftig nur noch touristisch genutzt werden. Die Mitte des Hafens war lange Zeit der italienischen Marine vorbehalten. Als man sie zur Jahrtausendwende bat, ihre Ichnusa-Pier für den Bau eines Kreuzfahrtterminals zur Verfügung zu stellen, verkleinerte sie den militärischen Bereich auf die Kasernenanlagen nordöstlich der Pier, behielt sich jedoch deren militärische Mitnutzung vor. Erst nach der Fertigstellung des Kreuzfahrtterminals im Jahr 2008 stellte man fest, dass die dort notwendige Vertiefung des Hafenbeckens die Fundamente der Pier in Gefahr bringen würde, weswegen man auf die ursprünglich geplante zivile Nutzung verzichten musste. Dieser Bereich ist nunmehr für Segelsportteams, große Luxusyachten und kleinere Kreuzfahrtschiffe vorgesehen. Das Kreuzfahrtterminal auf der Rinascita-Pier wurde als Ersatz gebaut. Das Marinestützpunktkommando greift bei Bedarf auf Liegeplätze an der Hafenmole zurück. Im östlichen Teil befinden sich zwei Yachthäfen mit insgesamt rund 850 Bootsliegeplätzen.
Der Güterumschlag und der Passagierverkehr im alten Hafen ist relativ gering. Die beachtlichen Gesamtumschlagszahlen sind dem Container- und dem Tankerterminal zu verdanken. Beim Fährverkehr spielen die Häfen im Norden Sardiniens eine bedeutendere Rolle, weil sie die kürzeren und damit schnelleren Verbindungen zum italienischen Festland bieten. So verzeichnete der Hafen von Olbia im Jahr 2016 rund drei Millionen Passagiere, während es Cagliari nur auf etwas mehr als eine halbe Million brachte. Insgesamt ist der Fährverkehr der erheblichen Konkurrenz des Billigflugverkehrs ausgesetzt.

### Containerterminal

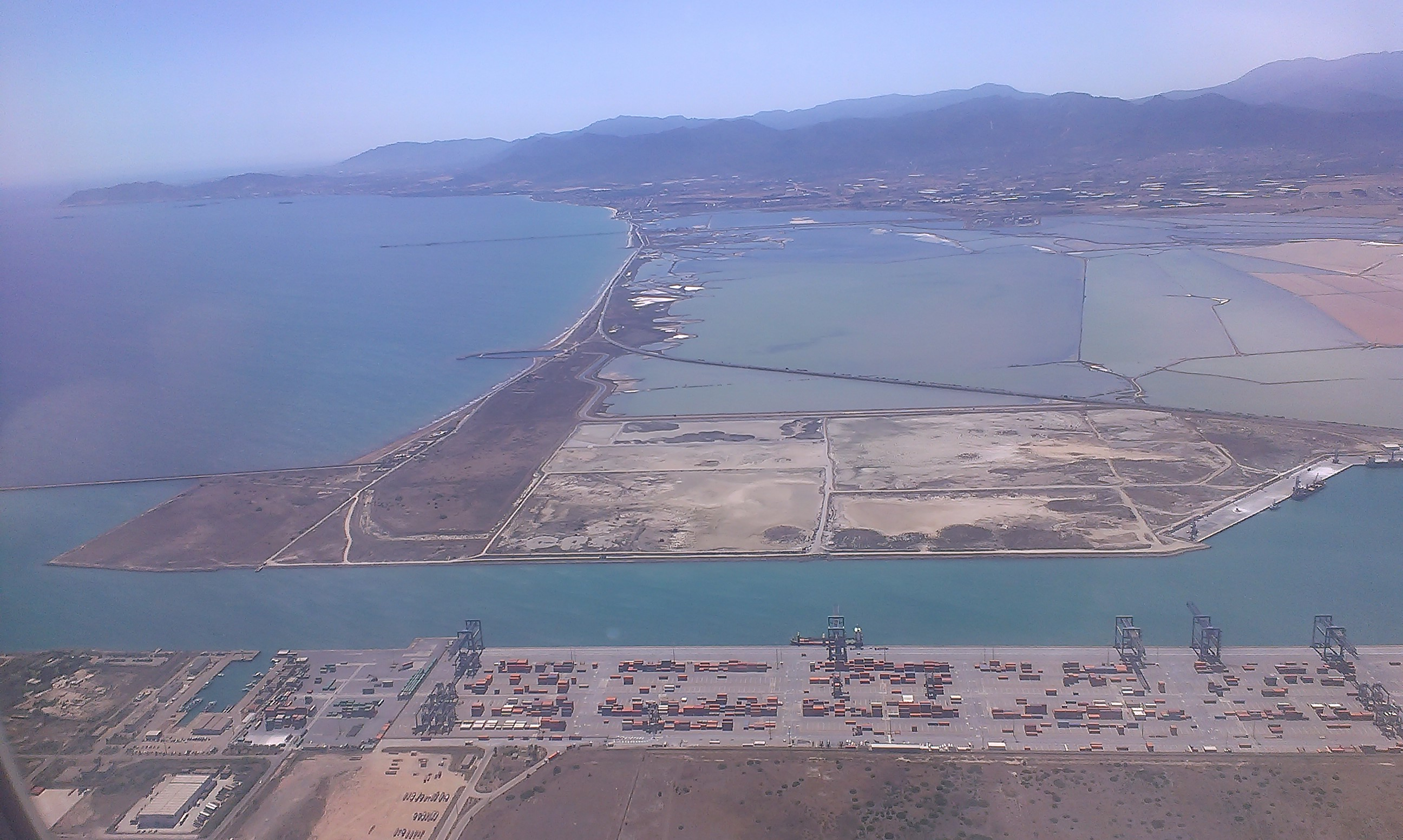
Kanalhafen mit Containerterminal

Der künstliche Kanalhafen mit dem Containerterminal befindet sich südwestlich des alten Hafens, von diesem nur getrennt durch den Kanal zur Lagune von Santa Gilla (⊙). Cagliari liegt nur wenige Seemeilen von der bedeutenden Schifffahrtsroute Gibraltar–Sues entfernt, weswegen das von Eurogate und Contship Italia betriebene Containerterminal in erster Linie als Transshipment-Hub genutzt wird. Das Hafenbecken ist etwa 16 Meter tief, die Uferlänge der Kaianlagen beträgt etwa 1600 Meter, die Kapazität liegt bei etwa 1,3 Millionen TEUs, die Auslastung betrug 2016 etwas mehr als 50 Prozent. Im Jahr 2017 ging der Umschlag deutlich zurück. Es gibt Planungen, den Kanalhafen um- und auszubauen und die im alten Hafen verbliebenen industriellen Aktivitäten und kleinere Werften in diesen neuen Bereich zu verlagern. Beim Kanalhafen befindet sich ein Stützpunkt der Guardia di Finanza.

### Tankerterminal
Bei diesen Anlagen südwestlich von Cagliari handelt es sich nicht um einen Hafen im konventionellen Sinn, sondern um mehrere Löschbrücken. Noch am Küstenabschnitt der Stadt Cagliari befindet sich der 1.720 Meter lange Pontile Syndial (⊙) mit vier Liegeplätzen für chemische Flüssigmassengüter. Diese Brücke ist mit dem Industriekomplex Macchiareddu nordwestlich des Kanalhafens verbunden. Bei der Erdölraffinerie von Sarroch liegen die beiden Löschbrücken Polimeri Europa (1.250 Meter, 2 Liegeplätze) und Saras (2.670 Meter, 11 Liegeplätze) (⊙). Im Jahr 2016 wurden an den drei Löschbrücken insgesamt über 26 Millionen Tonnen Flüssiggüter umgeschlagen. Die Industrieanlagen von Macchiareddu und Sarroch haben die Umwelt, einschließlich der Gewässer bei den Löschbrücken, erheblich belastet.

## Geschichte

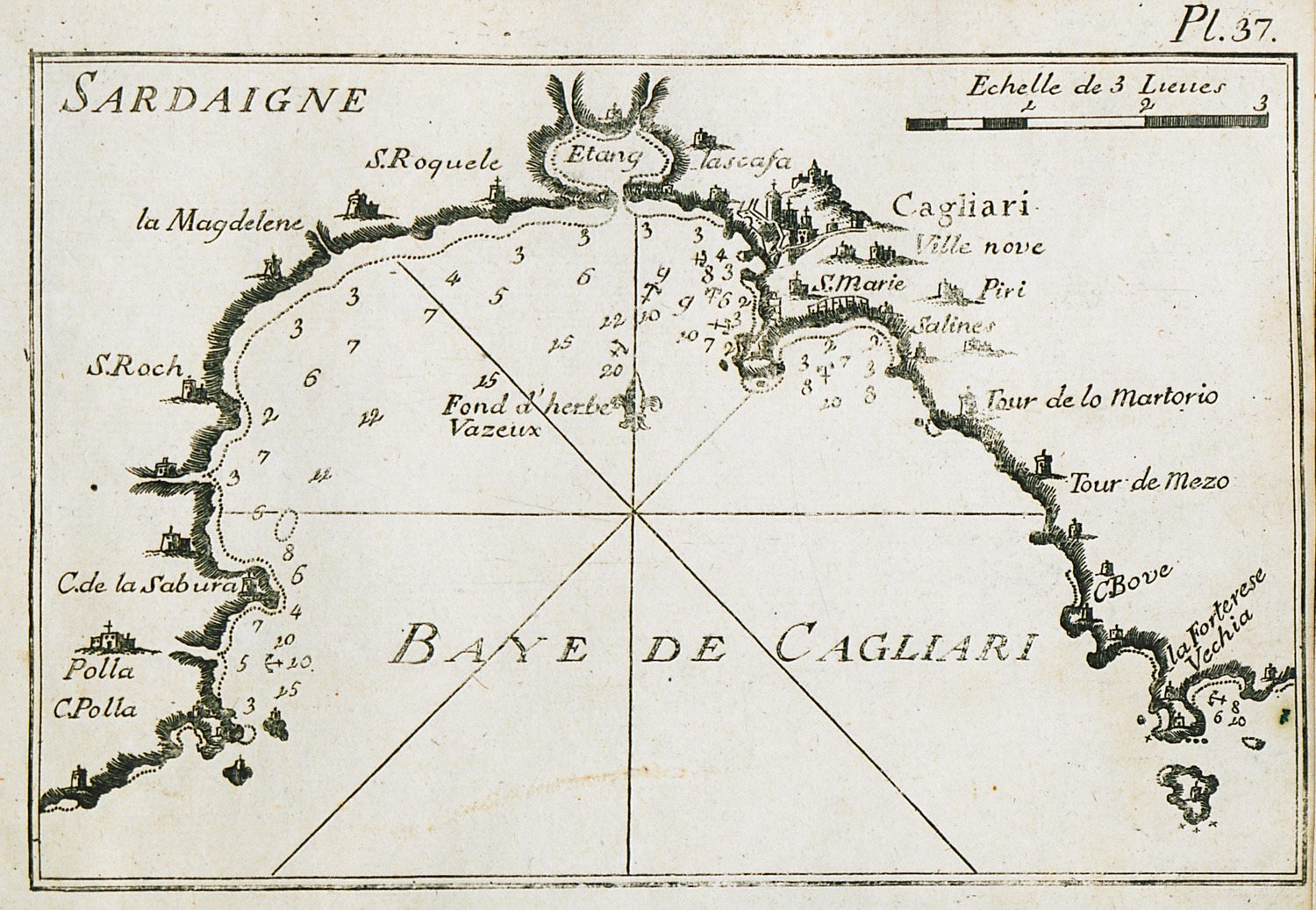
Bucht von Cagliari 1804

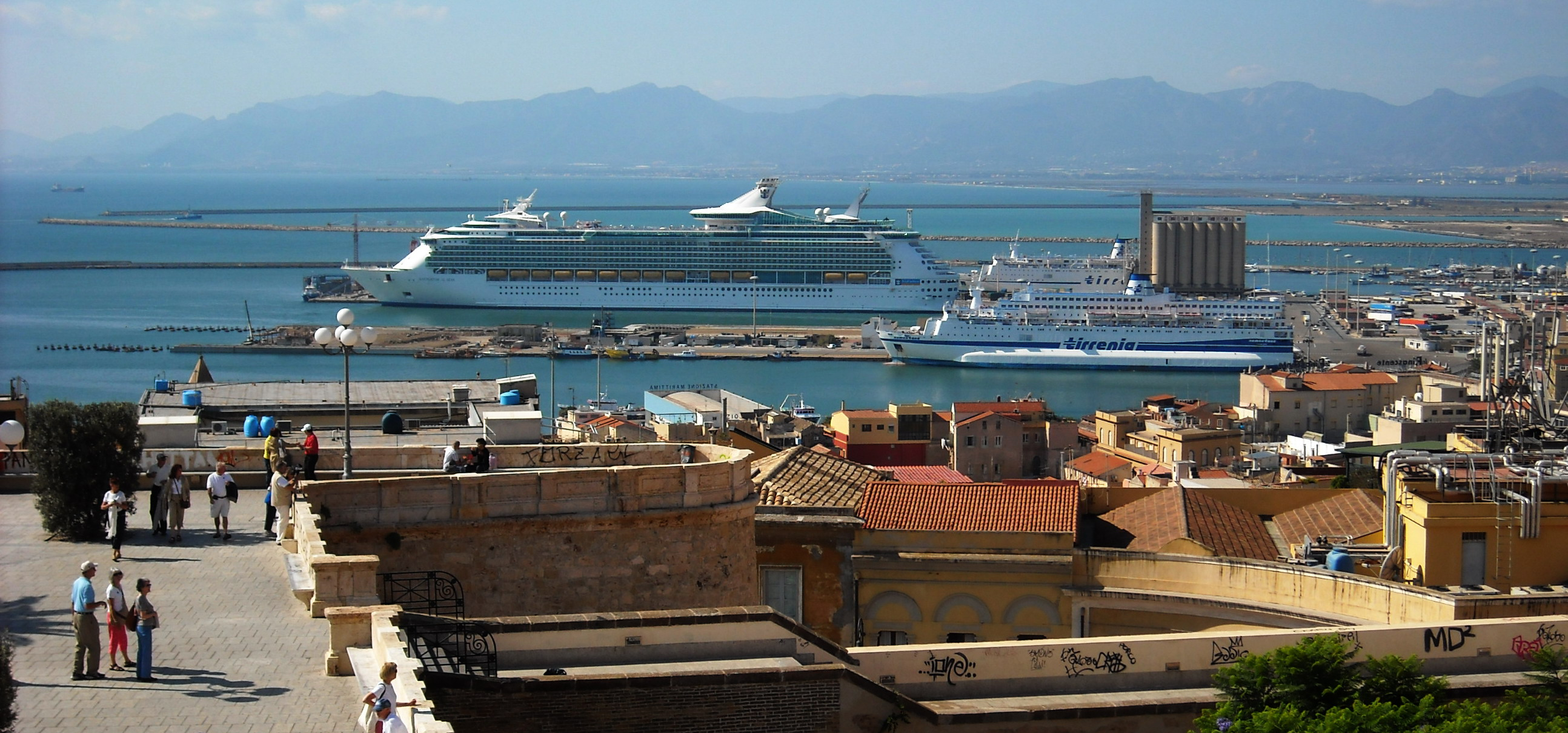
Die Piers Sabaudo und Rinascita, dahinter die Molen des Kanalhafens, von der Bastione San Remy aus gesehen

Die Geschichte des Hafens lässt sich auf die Phönizische Kolonisation zurückführen. Zunächst diente die Lagune von Santa Gilla als Stützpunkt an der schon damals bedeutenden Schifffahrtsroute zwischen dem westlichen und dem östlichen Mittelmeer. Erst später legten Phönizier den Hafen vor der heutigen Altstadt an, den die Römer als Ausgangspunkt für die Eroberung Sardiniens nutzten. Zur Kaiserzeit stand der Hafen unter der Kontrolle eines Beamten mit der Bezeichnung Procurator ad ripam. Umgeschlagen wurden seinerzeit vor allem Getreide, Blei, Kupfer, Salz, Textilien und andere Handwerksprodukte. Zur Zeit der Christenverfolgungen wurden zahlreiche Menschen wegen ihres Glaubens zu Zwangsarbeit in sardischen Bleibergwerken verurteilt und deswegen durch den Hafen geschleust. Nach einem Vandalen-Intermezzo kam Sardinien und damit der Hafen von Cagliari über 300 Jahre unter oströmische oder byzantinische Kontrolle. Cagliari und andere Küstenorte wurden damals immer wieder von Sarazenen überfallen. Im 13. Jahrhundert stand der Hafen und die Insel unter pisanischer Kontrolle, vom 14. bis Anfang des 18. Jahrhunderts erst unter aragonesischer und dann unter spanischer Herrschaft. Cagliari war damals eine wichtige Station an der sogenannten Ruta de las islas, also der Inselroute von Barcelona über die Balearen, Sardinien, Sizilien, Kreta und Zypern bis zum Nahen Osten. Mit der Verschiebung des Schwerpunkts der Schifffahrt vom Mittelmeer in den Atlantik verlor die Inselroute und damit der Hafen von Cagliari an Bedeutung.
Im Jahr 1720 ging das Königreich Sardinien an das spätere italienische Königshaus Savoyen. Der kleine Hafen Cagliari blieb fast zwei weitere Jahrhunderte unverändert und weiterhin Ziel von Barbareskenüberfällen. Im Jahr 1835 wurde eine Linienverbindung nach Genua eingerichtet, 1879 der Bahnhof am Hafen eröffnet, der damit von großen Teilen der Insel sehr viel besser zu erreichen war. Die Mauern und sonstigen Befestigungen zwischen dem Hafen und der Stadt wurden abgerissen, auch der Palazzo Sanità, in dem man bestimmte Güter und insbesondere Tiere untersuchte, um die Ausbreitung von Krankheiten zu verhindern. Die dortige Pier Sanità erinnert mit ihrer Bezeichnung noch an das ehemalige Gebäude, genauso wie die daneben gelegene Pier Dogana auf eine frühere Zollstation hinweist. Anfang 1943 wurde die Stadt und ihr Hafen durch alliierte Luftangriffe stark zerstört. Im Zug des Wiederaufbaus wurden die Hafenanlagen erheblich ausgebaut. Der Bau des Ölterminals und der Raffinerien bei Sarroch begann in den 1960er Jahren. In den 1970er Jahren plante man den Bau eines neuen Industriehafens in der Lagune von Santa Gilla, realisiert wurde dann schließlich ein Containerterminal. Zwischen diesem Kanalhafen und dem Hafen Gioia Tauro in Kalabrien gibt es etliche geschichtliche und bauliche Parallelen. Neben dem Containerumschlag hat in den letzten Jahren das Kreuzfahrtgeschäft an Bedeutung gewonnen.